# The Shubert Organization
A Shubert Organization é uma organização de produção teatral e uma grande proprietária de teatros sediada em Manhattan, Nova York. Foi fundada pelos três irmãos Shubert — Lee, Sam e Jacob J. Shubert — no final do século XIX. Desde então, a empresa se expandiu constantemente, possuindo muitos teatros na Broadway e em outras partes dos Estados Unidos. Embora tenha passado por mudanças de propriedade, continua sendo uma das principais redes de teatros do mundo.

## Teatros

### Broadway
- Ambassador Theatre
- Ethel Barrymore Theatre
- Belasco Theatre
- Booth Theatre
- Broadhurst Theatre
- Broadway Theatre
- John Golden Theatre
- Imperial Theatre
- Bernard B. Jacobs Theatre
- James Earl Jones Theatre
- Longacre Theatre
- Lyceum Theatre
- Majestic Theatre
- Music Box Theatre
- Gerald Schoenfeld Theatre
- Shubert Theatre
- Winter Garden Theatre

### Off-Broadway
- Stage 42
- New World Stages

### Regional
- Forrest Theatre (Filadélfia)
- Shubert Theatre (Boston)